# دانيال زاجفمان
دانيال زاجفمان (بالعبرية: דניאל זייפמן - ولد في 7 يونيو 1959) عالم فيزيائي إسرائيلي وهو من الإسرائيليين اللذين تتركز دراساتهم على الفيزياء الجزيئية والأيونات البسيطة و الاهتمامات البحثية الرئيسية . في 1 ديسمبر 2006 انتخب رئيسا العاشر من معهد وايزمان للعلوم.

## روابط خارجية
- Weizmann Institute President Page
- Daniel Zajfman professional page